# 米沙鄢語支
米沙鄢語支（Kabisaya-an）是菲律賓中部通行的各種語言的合稱，與他加祿語及比庫爾語等語言組成婆羅-菲律賓語支。米沙鄢語支有21種語言，按其通行區域，可以分為以下五類：
- 班頓語
- 宿霧語
- 中米沙鄢語：9種語言
- 南米沙鄢語：3種語言
- 西米沙鄢語：7種語言

## 名稱問題
對於在米沙鄢群島的原住民中，他們口中的「米沙鄢語」很多時都指他們的母語，主要是當地所通行的語言。然而，在米沙鄢語支底下的這五組語言，卻未必能夠聽得明白彼此的語言。
在米沙鄢群島以外，一般「米沙鄢語」在很多時後其實是指宿霧語。

## 另見
- 比薩亞人
- 他加祿語
- 宿霧語